# Esquerra Unida i Alternativa
Esquerra Unida i Alternativa (EUiA; en español: Izquierda Unida y Alternativa) es una federación de partidos de ámbito catalán. Se definen como movimiento político y social, de orientación socialista. Actualmente, está formada como movimiento político y social, y está coordinada por Mercedes Vidal Lago y Héctor Sánchez Mira.
Se declara como un movimiento político y social nacional, catalán, soberanista y republicano, federal, anticapitalista y solidario en el que se concentran fuerzas políticas sociales y personas de izquierdas. Es miembro del Partido de la Izquierda Europea y, de 1998 a 2019, fue el referente de Izquierda Unida en Cataluña. De 2015 a 2019 formó parte de En Comú Podem. En el proceso de las elecciones municipales de 2023, EUiA está presentando algunos acuerdos con Esquerra Republicana de Catalunya.
- En las Elecciones generales de España de 2023 se presentó dentro de la candidatura de Esquerra Republicana.
- En las Elecciones al Parlamento de Cataluña de 2024 apoyaron la candidatura de ERC.
- En las Elecciones al Parlamento Europeo de 2024 (España) apoyaron la candidatura de Ahora Repúblicas.

## Historia

### Antecedentes
En 1987 se había creado la federación Iniciativa per Catalunya, bajo el impulso del PSUC, y con la participación de Entesa dels Nacionalistes d'Esquerra (ENE) y el Partido de los Comunistas de Cataluña (PCC), cuyo fin no era sólo recomponer el espacio comunista catalán, gravemente afectado por la crisis interna y electoral de principios de los ochenta, sino que buscaba construir un nuevo discurso político y abrirse hacia a los nuevos movimientos sociales. Más tarde se uniría Els Verds - CEC formando Iniciativa per Catalunya - Els Verds.
Fruto de diferentes tensiones la coalición se rompe el 1997 cuando el PCC abandona la coalición y, a la vez, un sector importante del PSUC contrario a su disolución en IC forma el PSUC-viu. EUiA fue fundada en 1998 por varias entidades políticas, entre las que destacan el PSUC Viu (grupo surgido del PSUC), y el Partit dels Comunistes de Catalunya (PCC), y a las que se sumaron la sección catalana del PASOC, los colectivos libertarios, y el Col·lectiu per una Esquerra Alternativa.
De 1998 a 2000 Antoni Lucchetti, dirigente del PSUC Viu, ocupó el cargo de coordinador de EUiA, encabezó la lista del partido en las elecciones autonómicas de 1999 y lideró a la formación en los procesos electorales municipal de 1998 y general de 2000. A todos ellos EUiA concurrió en solitario (municales y autonómicas) o en coalición electoral con Izquierda Unida (generales y europeas). En octubre de 2000, tuvo lugar la II Asamblea de la formación, que se resolvió con la designación de Jordi Miralles i Conte, miembro del PCC, como nuevo coordinador general de la organización, tras la presentación de cuatro listas, dos de las cuales estaban encabezadas por Luchetti y Miralles respectivamente. 
El relevo en la coordinación general dio lugar a un cambio en la estrategia política de EUiA, que pasó de una actitud beligerante con Iniciativa per Catalunya-Verds a la búsqueda de un acuerdo electoral, aprobada en el Consell Nacional celebrado en febrero de 2002. Dichas negociaciones culminarían unos meses después y EUiA se integraba en la nueva coalición Iniciativa per Catalunya Verds - Esquerra Unida i Alternativa, siglas bajo las cuales concurrió diferentes elecciones al Congreso de los Diputados y al Parlamento de Catalunya. Unos meses después, en marzo de 2003, EUiA celebraba su III Asamblea, en la que Jordi Miralles era reelegido coordinador, frente a las dos candidaturas alternativas presentadas por PSUC-Viu y la corriente Rojos/Roges.
Tras la III Asamblea, EUiA participó en las elecciones municipales del mes de mayo, en el marco de la coalición Iniciativa per Catalunya Verds - Esquerra Unida i Alternativa -Entesa de Progrés Municipal y en las elecciones al Parlamento de Cataluña de 16 de noviembre de 2003, como Iniciativa per Catalunya Verds - Esquerra Alternativa. En esas elecciones, EUiA alcanzó una sesentena de concejales, la alcaldía de Martorellas y Jordi Miralles fue elegido diputado del Parlamento de Cataluña. Asimismo, diferentes miembros de EUiA alcanzaron responsabilidades de gobierno, principalmente en el Departament de Medi Ambient i Habitatge de la Generalidad de Cataluña.
En la cuarta asamblea de la formación, celebrada en julio de 2005, Jordi Miralles revalidó una vez más su cargo como coordinador general. La candidatura Nou Impuls, formada por el PCC, parte del PSUC viu, PASOC, POR e independientes con el 73 % del apoyo de los delegados. La otra candidatura, formada por PSUC Viu, Rojos Roges e independientes y encabezada por David Rodríguez, consiguió el 27 % restante.
La celebración de elecciones anticipadas al Parlamento catalán el 1 de noviembre de 2006, permitieron a EUiA contar con dos diputados por la circunscripción de Barcelona, su coordinador general Jordi Miralles y Merce Civit. Asimismo, el responsable de acción política de la organización y miembro de la Comisión Permanente de Izquierda Unida, Joan Josep Nuet, fue designado como senador autonómico. En lo que al gobierno se refiere, Joan Pallisé ocupó la Dirección General de Medio Natural; Félix Alonso la Dirección General de Relaciones Institucionales, y David Rodríguez fue director del Servicio Meteorológico de Cataluña.
En noviembre de 2008 se celebró la V Asamblea Nacional de la organización, en la que se valoró la actividad de EUiA en el movimiento obrero, así como su participación en las instituciones. Se constató el reforzamiento de la organización (por primera vez se superaron los 4000 afiliados) así como la cohesión interna (el coordinador Jordi Miralles, salió reelegido con el 89 % de los votos, encabezando una única lista de consenso).

### Una nueva etapa
El 4 de junio de 2012, en la VI Asamblea Nacional de EUiA, el secretario general del PCC y diputado del Congreso, Joan Josep Nuet, fue elegido como el nuevo coordinador generals de EUiA con el 85 % de los votos. En el debate asambleario se lleva a cabo el análisis que la coalición ICV-EUiA estaba superada políticamente y se planteó la necesidad de crear un "nuevo espacio" que aglutinease a las distintas izquierdas transformadoras catalanas y a los movimientos sociales. En la Conferencia Política celebrada el 27 de octubre de 2013, bajo el lema "Por un proyecto constituyente para Cataluña", EUiA apuesta por el ejercicio del derecho de autodeterminación de Cataluña y la creación de una república catalana libremente federada con España.
En el proceso de superación de la coalilción ICV-EUiA, ambas organizaciones organizan un encuentro abierto a otras formaciones y movimientos con el lema "Ahora es mañana" en febrero de 2014. En 2015 participa de la confluencia municipal Barcelona en Comú en las elecciones municipales (junto a los activistas que impulsaron Guanyem Barcelona, Iniciativa y Podemos, entre otros.), consiguiendo que Mercedes Vidal fuera concejal, y participando del gobierno de la ciudad hasta que las tensiones entre los comunes y EUiA llevan a que Vidal abandone el gobierno en la primavera de 2019. En las elecciones al Parlament de Catalunya, EUiA firma una coalición con Iniciativa, Podemos y Equo con el nombre Catalunya Sí Que Es Pot (CSQEP), coalición de la que no participó Guanyem Barcelona, el grupo de Ada Colau. Entre los diputados de CSQEP se encuentra al coordinador general de EUiA, Joan Josep Nuet. 
Después de un proceso de negociaciones, EUiA se incorpora a la candidatura de En Comú Podem en las elecciones generales de diciembre de 2015, habiendo generado un debate interno en el que un sector, en minoría, prefería presentarse junto a IU. EUiA obtendría dos diputados en esos comicios y, posteriormente, se presenta también junto a En Comú Podem en las elecciones generales de junio de 2016 y de abril de 2019. 
EUiA apuesta por la participación en el referéndum de independencia de Cataluña del 1 de octubre de 2017 como movilización política, propuesta que también se aprueba en los comunes después de un debate ajustado y un referéndum interno. En las elecciones catalanas de diciembre de 2017, EUiA participa de la lista de Catalunya en Comú, liderada por Xavier Domènech i Elisenda Alamany. En los siguientes meses, se reconfigura la dirección de los comunes y los sectores más soberanistas -entre los que se encontraba la dirección de EUiA- son relegados a un papel secundario, Poco después se produce la dimisión de Xavier Domènech, Después de algunos desacuerdos en Catalunya en Comú EUiA optará por no presentarse en las elecciones de noviembre de 2019 y dar libertad de voto a sus afiliados y simpatizantes. La mayoría de EUiA, de la mano de Comunistes de Catalunya, formará Sobiranistes, que terminará presentándose a las dos elecciones generales de 2019 en coalición con Esquerra Republicana de Catalunya.

### Ruptura de relaciones con Izquierda Unida
El 8 de junio de 2019, Izquierda Unida rompió las relaciones con Esquerra Unida i Alternativa, tras conocer que miembros de EUiA habían declarado  la intención de concurrir en las elecciones junto con Esquerra Republicana (ERC). Finalmente, el 3 de julio de 2019, se celebró una Asamblea abierta de Esquerra Unida Catalunya con la presencia de Alberto Garzón en San Adrián de Besós, Barcelona, nueva organización que se convertiría en el referente territorial de IU en Cataluña. En este proceso, el PSUC Viu abandona EUiA, junto a otros cargos y un grupo de militantes para incorporarse a la nueva organización federada con IU.

### La nueva dirección de EUiA
Después del proceso político de 2018 y 2019, EUiA abandona Catalunya en Comú, ya que consideraba que los comunes se habían apartado de su ideario fundacional y alejado del soberanismo. En la primavera de 2019, Joan Josep Nuet dejala coordinación general de EUiA, y asumen el liderazgo Héctor Sánchez Mira y Mercedes Vidal Lago como co-coordinadores generales. Después de no participar en las elecciones generales de noviembre de 2019 y en las elecciones al Parlamento de Cataluña de 2021, EUiA anuncia acuerdos municipales para las elecciones locales de 2023 con Esquerra Republicana de Catalunya.

### Elecciones municipales de 2023
El día 4 de febrero de 2023, EUiA celebró su octava asamblea nacional, renovando la dirección encabezada por Héctor Sánchez y Mercedes Vidal, apostando por un frente amplio de las izquierdas soberanistas para evitar la "sociovergencia", integrándose en coalición con Guanyem Badalona en Comú en Badalona, en Guanyem Cerdanyola en Cerdanyola del Vallès y con Esquerra Republicana de Catalunya (Acord Municipal) en ocho municipios, o en candidaturas municipalistas como es el caso de Fem Montornès, Assemblea Ciutadana de Sentmenat o Decidim Ripollet. 
La coalición Acord Municipal la formaron:
- Acord Municipal Català
- Aran Amassa
- Ahora Ibiza
- Comunistes de Catalunya
- Esquerra Republicana de Catalunya
- Esquerra Unida i Alternativa
- Fem Municipi
- Les Franqueses Imagina
- Projecte Gandia

### Elecciones generales de 2023
Esquerra Unida i Alternativa se presenta en un acuerdo con Esquerra Republicana de Catalunya.

## Resultados electorales
En las elecciones generales de 2004, la coalición obtuvo 234 790 votos (5,84 %), lo que se tradujo en dos escaños, ambos para ICV y por Barcelona (el número tres por Barcelona, de EUiA, no obtuvo escaño). Las elecciones de 2008 supusieron un sensible retroceso, con la pérdida de más de 50 000 votos y un escaño (181 753 votos, 4,93 %).
En las elecciones al Senado, como parte de la Entesa Catalana de Progrés, EUiA no obtuvo representación en las elecciones de 2008, pero sí por designación del Parlamento de Cataluña en diciembre de 2006: Josep Nuet. En las elecciones autonómicas de noviembre de 2010, EUiA consiguió 2 diputados por la circunscripción de Barcelona, mientras que ICV por la misma consiguió 6. El total de la coalición ascendió a 10 diputados por Cataluña, perdiendo su anterior diputado por Lérida y otro por Barcelona.
En las elecciones municipales de 2011, EUiA subió un 11 % su número de concejales, llegando a los 63 y la mayoría absoluta o relativa que le permitió gobernar en tres municipios. Montornés del Vallés (mayoría absoluta con 9 concejales), Olesa de Montserrat (mayoría relativa con 9 concejales) y Altafulla (mayoría relativa con 4 concejales). Además, EUiA participa en las más de 20 alcaldías de la coalición por toda Cataluña, como San Felíu de Llobregat o El Prat de Llobregat.
En las elecciones de 2011 para el Parlamento español, ICV-EUiA obtuvo tres diputados y 279 599 votos, con un porcentaje de 8.09 %. De estos 3 diputados, 1 de ellos es Joan Josep Nuet, miembro de Esquerra Unida i Alternativa. En las elecciones de 2015, EUiA participa de la coalición En Comú Podem, obteniendo dos diputados, como también lo ará en las de 2016, repitiendo los resultados. EUiA todavía participa formalmente de la coalición En Comú Podem en las elecciones generales de abril de 2019, pero no obtendrá representación; en la repetición de noviembre de 2019 EUiA ya no llega a un acuerdo con los comunes.
En las elecciones autonómicas de 2012, EUiA obtiene 3 diputados, en coalición con ICV. En las de 2015 obtendrá uno, en la coalición Catalunya Sí Que Es Pot, escaño que reeditará en la coalición Catalunya en Comú - Podem en las elecciones de diciembre de 2017. Después de la ruptura de EUiA con Catalunya en Comú en 2019, no participa de las elecciones al Parlament de 2021. 

### Primeras elecciones
| Elecciones y fecha                      | Votos  | %    | Diputados (d) Concejales (c) |
| --------------------------------------- | ------ | ---- | ---------------------------- |
| Municipales, junio de 1999              | 57 698 | 1,98 | 35 c.                        |
| Parlamento europeo, junio de 1999       | 58 977 | 2,05 | 1                            |
| Elecciones Autonómicas, octubre de 1999 | 44 454 | 1,42 | -                            |
| Congreso de los Diputados, 2000         | 75 091 | 2,23 | -                            |

### Elecciones al Parlamento de Cataluña
| Año  | Candidato             | Votos   | % de votos | Escaños | Notas |
| ---- | --------------------- | ------- | ---------- | ------- | --- |
| 1999 | Antoni Lucchetti      | 44 454  | 1,44 %     | 0       | |
| 2003 | Joan Saura            | 241 163 | 7,28 %     | 1       | En la coalición ICV-EUiA junto a Iniciativa per Catalunya-Verds (ICV) (6 escaños) e independientes (2 escaños).                                                     |
| 2006 | Joan Saura            | 281 474 | 9,56 %     | 2       | En la coalición ICV-EUiA junto a Iniciativa per Catalunya-Verds (ICV) (9 escaños) e independientes (1 escaño).                                                      |
| 2010 | Joan Herrera i Torres | 229 985 | 7,39 %     | 2       | En la coalición ICV-EUiA junto a Iniciativa per Catalunya-Verds (ICV) (8 escaños).                                                                                  |
| 2012 | Joan Herrera i Torres | 358 857 | 9,89 %     | 3       | En la coalición ICV-EUiA junto a Iniciativa per Catalunya-Verds (ICV) (10 escaños).                                                                                 |
| 2015 | Lluís Rabell          | 366 494 | 8,94 %     | 1       | En la coalición Catalunya Sí que es Pot junto a Podemos (5 escaños), Iniciativa per Catalunya Verds (ICV) (3 escaños), Equo Catalunya e independientes (2 escaños). |
| 2017 | Xavier Domènech       | 326 360 | 7,45 %     | 1       | En la coalición Catalunya en Comú-Podem, junto a Catalunya en Comú, Podem, Barcelona en Comú y Iniciativa per Catalunya Verds.                                      |
| 2021 | -                     | -       | -          | -       | EUiA no participa en estas elecciones. |